# Нерпино
Нерпино — деревня в Ишимском районе Тюменской области России. Входит в состав Дымковского сельского поселения.

## География
Деревня расположена у безымянного озера, в 12 км к юго-западу от центра сельского поселения деревни Мезенка.

## Население
| 2010 |
| ---- |
| 278  |

Согласно результатам переписи 2002 года, в национальной структуре населения русские составляли 90 % из 453 чел.